# After Hand
After Hand er et dansk forlag og trykkeri stiftet i 1973 af kunstneren Henrik Have og digteren Peter Laugesen uden for Ringkøbing.  I 2009 fik forlaget en afdeling i Århus.
Forlaget har bl.a. udgivet danske oversættelser af Nelly Sachs, Novalis, Pinocchios eventyr, Antonin Artaud. Derudover er der blevet udgivet digte fra danske forfattere som Tóroddur Poulsen, Knud Steffen Nielsen, Mads Mygind, Poul Borum, Marianne Larsen, Per Højholt, Christian Bjoljahn, Glenn Christian, Kristian Leth og Henrik Have.

## Eksterne Henvisninger
- Forlagets hjemmeside Arkiveret 13. juli 2012 hos  Wayback Machine